# Pudozhsky (huyện)
Huyện Pudozhsky (tiếng Nga: ? райо́н) là một huyện hành chính tự quản (raion), của Cộng hòa Karelia, Nga. Huyện có diện tích 12712 km², dân số thời điểm ngày 1 tháng 1 năm 2000 là 30300 người. Trung tâm của huyện đóng ở Pudozh.